# Edouard Taylor

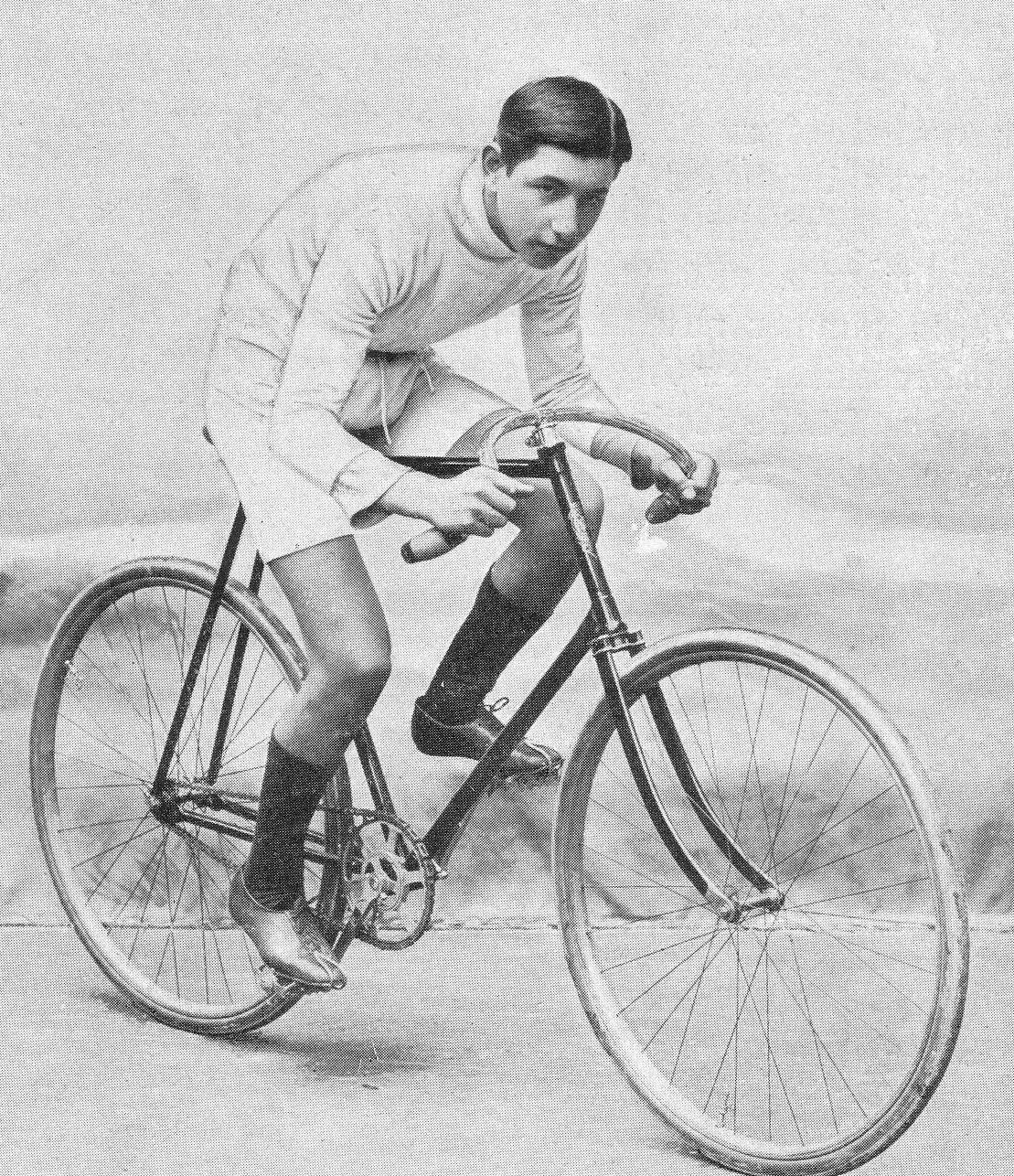
Edouard Taylor

Edouard Taylor (Parijs, 18 juni 1880 - Aubervilliers, 24 september 1903) was een Frans-Engelse baanwielrenner.

## Biografie
Zijn ouders waren Engelsen maar Edouard Taylor woonde in en reed voor Frankrijk. Ondanks een zwak gestel begon hij zijn carrière als renner op vijftienjarige leeftijd. Op zijn zestiende werd hij al prof en was hij derde op het nationaal Frans kampioenschap halve fond van 1896. Op 4 juli 1897 boekte hij zijn eerste overwinning in een wedstrijd over vijftig kilometer. In 1898 reed hij enkele maanden lang in de Verenigde Staten. In 1899 werd hij Frans kampioen bij de stayers. Hij was de eerste om de kilometer in minder dan één minuut te rijden (achter gangmakers). Hij was een tijdlang houder van het werelduurrecord met gangmaking (56,966 km in 1899). In 1900 was hij tweede op het wereldkampioenschap en won hij onder meer het "Gouden Wiel" in Berlijn.
In 1902 werd hij derde op de wereldkampioenschappen baanwielrennen bij de profstayers. Daarna moest hij om gezondheidsredenen zijn sportieve carrière beëindigen. Hij overleed in 1903 aan tuberculose.